# Wałerij Malikow
Wałerij Wasylowycz Malikow (ukr. Вале́рій Васи́льович Ма́ліков, ur. 30 marca 1942 w Mariupolu  – zm. 31 grudnia 2016) – ukraiński polityk i szef Służby Bezpieczeństwa Ukrainy od 12 lipca 1994 do 3 lipca 1995.